# گتیه دو کوانسی
گتیه دو کوانسی (به فرانسوی: Gautier de Coinci) شاعر قرن دوازدهم میلادی اهل فرانسه است.
- معجزه های نتردام